# Metopiona sheari
Metopiona sheari är en mångfotingart som beskrevs av Gardner och Shelley 1989. Metopiona sheari ingår i släktet Metopiona och familjen Caseyidae. Inga underarter finns listade i Catalogue of Life.